# Aéroport international David-IV de Koutaïssi
L'aéroport international David IV le Bâtisseur de Koutaïssi (en géorgien : ქუთაისის საერთაშორისო აეროპორტი) est un des trois aéroports internationaux du pays. Il dessert la ville de Koutaïssi et est connecté avec Tbilissi et Batoumi. C'est un des hubs de Wizz Air depuis septembre 2016 et il dessert une dizaine de destinations européennes. 
Mis en service pendant l'ère soviétique, il fut fermé en novembre 2011 pour des travaux de rénovation avant de rouvrir à nouveau en 2012. Le but de l'aéroport est d'attirer des compagnies low-cost, telles que Wizz Air ou encore Ryanair.  

## Situation
Il est situé à Kopitnari, sur la route vers Batoumi.
| Koutaïssi Ambrolaouri Natakhtari Batoumi Mestia Tbilissi Soukhoumi |

## Statistiques
Pour des raisons techniques, il est temporairement impossible d'afficher le graphique qui aurait dû être présenté ici.

Voir la requête brute et les sources sur Wikidata.

## Compagnies aériennes et destinations
Les vols sont principalement à destination de l'Europe.
| Compagnies           | Destinations |
| -------------------- | --- |
| Belavia              | Minsk |
| FlyArystan           | Aktaou, Almaty, Atyraw, Chimkent, Noursoultan |
| Vanilla Sky Airlines | Mestia |
| Wizz Air             | - Abou Dabi, - Athènes E.-Venizélos, - Barcelone-El Prat, - Berlin-Brandebourg, - Budapest-Ferenc Liszt, - Charleroi Bruxelles-Sud, - Copenhague-Kastrup, - Cracovie-Jean-Paul II, - Dortmund, - Gdańsk-L. Wałęsa, - Francfort-Hahn, - Hambourg-H.-Schmidt, - Katowice-Pyrzowice, - Larnaca, - Madrid-Barajas, - Memmingen, - Milan-Malpensa, - Paris-Beauvais, - Prague-Václav-Havel, - Riga, - Rome Léonard-de-Vinci/Fiumicino, - Tallinn, - Thessalonique-Makedonía, - Varsovie-Chopin, - Vienne-Schwechat, - Vilnius, - Wrocław-N. Copernic |

Édité le 12/09/2019  Actualisé le 20/05/2023